# コブラ作戦
コブラ作戦（コブラさくせん、Operation Cobra）は、第二次世界大戦において1944年7月25日から7月31日にかけてアメリカ第1軍により行われた攻勢の作戦名である。

## 概要
ノルマンディ上陸作戦（D-デイ）より約7週間後、アメリカ軍のオマール・ブラッドレー中将は、ドイツ軍がカーン近辺でのイギリス軍・カナダ軍の攻勢（グッドウッド作戦）に気を取られていることを利用し、ドイツ軍の態勢が整わないうちに、迅速に自軍正面の戦線突破を狙った。一旦突破口が開けば、進撃の障害となるノルマンディの低木や生垣、藪と牧草地や湿地が連なるボカージュ地帯から抜け出し、第1軍がブルターニュ地方へ進撃できる可能性があった。
コブラ作戦は、悪天候による数度の延期の後、7月25日、数千機の連合軍機による絨毯爆撃により開始された。支援攻撃がドイツ軍装甲部隊の予備兵力をイギリス軍・カナダ軍戦区へ引きつけた。この頃のドイツ軍は全体的に兵力不足で、切れ目のない防衛線の形成は不可能だった。アメリカ第7軍団は、第1軍の他部隊がドイツ軍を釘付けにする支援攻撃を行う間に、麾下の2個師団で攻勢をかけた。初日の進撃は遅々としていたが、防衛線が破れるとドイツ軍は崩壊し始め、7月27日までに組織的抵抗は終結した。第7および第8軍団が急進し、コタンタン半島を孤立させた。
7月31日までにアメリカ第19軍団が第1軍前面の敵を全て排除し、ブラッドレーの部隊はようやくボカージュ地帯から抜け出た。一方、ドイツ軍のギュンター・フォン・クルーゲ元帥も西へ増援部隊を送り、何度も反撃した。最大規模の反撃（リュティヒ作戦）は8月7日、モルタンとアヴランシュの間で行われた。激戦になったが、既に疲弊し戦力が低下した部隊がさらに消耗するばかりで、大勢に影響を与えなかった。8月8日には、新たに行動を開始したアメリカ第3軍が、かつてドイツ第7軍の司令部があったル・マンを占領した。
この作戦は、ノルマンディ上陸後の激しい消耗戦から機動戦への転換点となり、ファレーズ・ポケットの形成、そしてフランス北西部におけるドイツ軍の敗北に繋がった。作戦は当初はスローペースであったが、次第に勢いを増し、ドイツ軍は敗残部隊がセーヌ川に向けて後退し抵抗は潰えた。ドイツ軍は兵力不足のため反撃も続かず、まもなくノルマンディ戦線全体が崩壊した。コブラ作戦と、同時に行われたイギリス第2軍およびカナダ第1軍の攻勢は、ノルマンディ上陸作戦とその後の連合軍の勝利を決定づけた。

## 背景
1944年6月6日、連合軍はノルマンディ上陸に成功したが、その後の内陸への進撃は順調ではなかった。戦力増強を促進し、進撃の足場とするため、アメリカ軍戦区の西のシェルブール港とイギリス・カナダ軍戦区にある古都・カーンが、序盤の目標だった。上陸作戦の当初計画では、マイルズ・デンプシー中将のイギリス第2軍がカーンとその南方を占領し、オマール・ブラッドレー中将のアメリカ第1軍がロワール川へ「席巻する」予定だった。
ノルマンディ方面の連合軍地上部隊の総指揮官バーナード・モントゴメリー将軍は、D-デイ当日にカーンを、15日後にシェルブールを占領する方針だった。第2軍はカーン占領後、コーモン＝レヴォンテへ向けて南東へ戦線を拡大するとともに飛行場を確保して、シェルブールへ向かうアメリカ第1軍の左側面を守備する予定だった。カーンの周辺部は機動戦に適した平地で、そこを確保すれば、第2軍が南方へ進撃し、ファレーズを占領後、そこから右転回して、アルジャンタンおよびトゥク川へ向かうことが可能となる。歴史家のL・F・エリスは、カーンの占領は、ジョン・クロッカー中将のイギリス第1軍団にとってD-デイにおける最重要目標だったと記している。エリスとチェスター・ウィルモットは、カーンがノルマンディで最も強固に防御されていたことから、連合軍の計画は「野心的（ambitious）」だったと評した。

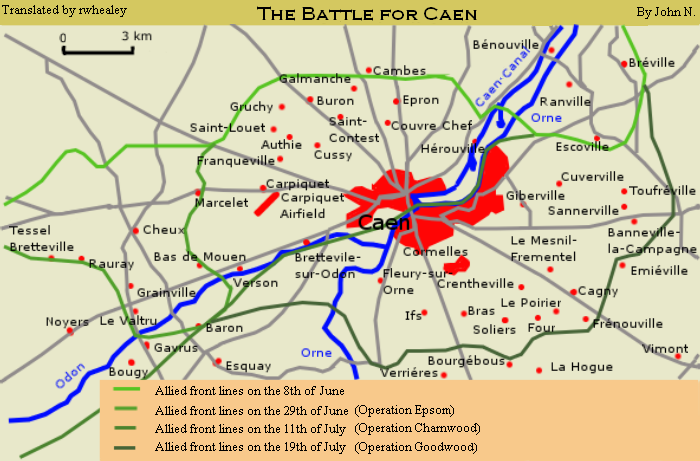
カーン方面におけるイギリス・カナダ軍の攻撃、1944年6月6日-7月20日

D-デイ当日にカーン占領を試みた第1軍団の進撃は、ドイツ軍第21装甲師団とその増援部隊に阻止され、イギリス・カナダ軍の戦線は第2軍の目標地点手前で急速に膠着状態となった。D-デイ翌週のパーチ作戦と6月26-30日のエプソム作戦により支配地を拡大しドイツ軍を消耗させたが、カーンは、7月7-9日のチャーンウッド作戦で第2軍が正面突撃してオルヌ川に至る街の北半分を占領するまで、ドイツ軍が確保し続けた。
イギリス・カナダ軍によるカーンへの絶え間ない攻撃は、大半の装甲部隊を含むノルマンディのドイツ軍の精鋭部隊を、連合軍海岸堡の東端に釘付けにした。それでもアメリカ第1軍は粘り強いドイツ軍の抵抗の前に進撃が遅れていた。作戦遅延の要因には、アメリカ軍が訓練していなかった、生垣のある土手、窪道、小さな林からなるボカージュの障害もあった。そして連合軍は港湾を確保していなかったため、増援と補給を全て2つのマルベリー港で揚げなければならず、天候の影響を受けた。7月19日にイギリス海峡を襲った大嵐は3日間続き、連合軍の揚陸を大幅に遅らせ、いくつかの作戦が中止となった。西部戦区でのアメリカ第1軍の進撃は、シェルブールの占領に集中するため、サン＝ローの手前でブラッドレーが停止させた。シェルブールの守備は、コタンタン半島を撤退してきた部隊の残兵で組織された4つの戦闘団からなったが、港の防御は基本的に海からの攻撃に備えたものであった。ドイツ軍の組織的な抵抗は6月27日、アメリカ第9歩兵師団がシェルブールの北西にあるアーグ岬の守備隊をなんとか制圧したとき、終了した。その後4日経たないうちに、ジョーゼフ・ロートン・コリンズ少将率いる第7軍団が、第19軍団および第8軍団とともに、サン＝ローへの攻撃を再開し、ドイツ軍にアメリカ軍戦区へ追加の装甲部隊投入を強いた。

## 作戦計画
コブラ作戦の発案者については未だ議論がある。モントゴメリーの公式伝記著者によれば、コブラ作戦の原案は6月13日に立てられた。計画策定には、ドイツ軍最高司令部と将軍たちとの間の通信を解読し、日々提供されるウルトラ情報が大いに活用された。その時点のモントゴメリーの計画は、ブラッドレーの第1軍にサン＝ローとクタンスを占領させ、そこから南へ二手に分かれ、一つはコーモン＝レヴォンテからヴィールおよびモルテンへ、もう一つは、サン＝ローからヴィルデュ・レ・ポエルおよびアヴランシュへ向けて進撃するものであった。コタンタン半島ではラ・アイユ＝デュ＝ピュイからヴァローニュにかけて圧力をかけ続けたが、シェルブールの占領は最優先ではなかった。しかし6月27日にコリンズの第7軍団がシェルブールを占領すると、モントゴメリーの日程計画は白紙に戻り、コーモン＝レヴォンテからの攻撃は中止となった。
チャーンウッド作戦が終了し、サン＝ローへの第1軍の攻勢が中止になった後、7月10日にモントゴメリーはブラッドレーおよびデンプシーと会い、第21軍集団の今後の行動について議論した。会議の中で、ブラッドレーは西部戦区の進撃が遅いことを認めた。しかし、ブラッドレーは、7月18日開始予定の第1軍による突破作戦、コードネーム「コブラ作戦」計画を策定中であった。ブラッドレーは計画をモントゴメリーに説明し賛同を得て、会議での指示により、今後数日間の全体戦略はドイツ軍の注意を第1軍からイギリス・カナダ軍戦区へ引き離すことにあることが明確となった。デンプシーは、「攻撃継続：ドイツ軍、特に装甲部隊を我々に引きつける。ブラッドレーがやりやすくなるように。」と命令した。この目的のため、グッドウッド作戦が計画され、アイゼンハワーは両作戦に対し戦略爆撃機による支援爆撃を行うことを確約した。

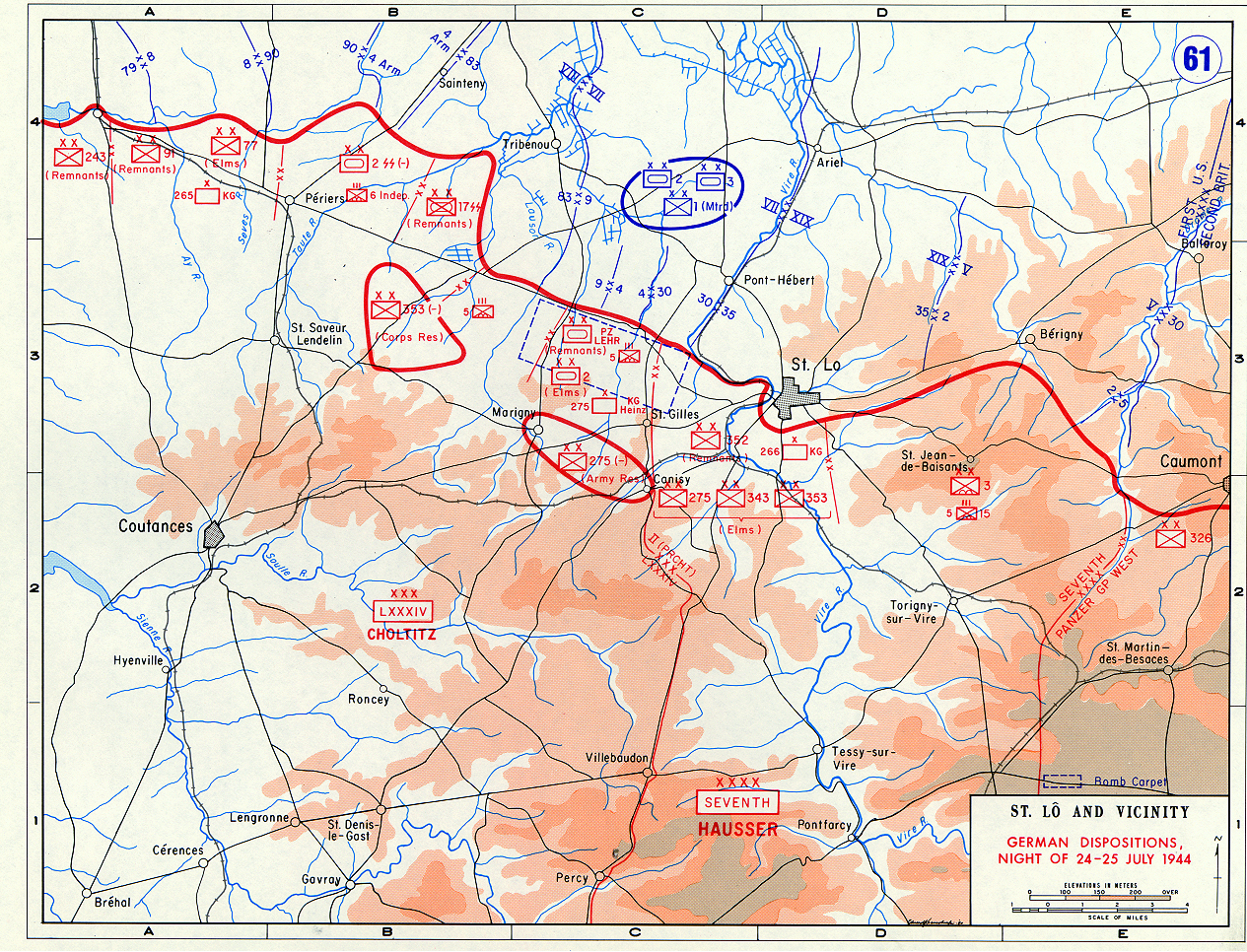
1944年7月24日夜-25日のドイツ軍の配置

7月12日、ブラッドレーは配下の指揮官に、3段階からなるコブラ計画を説明した。作戦の中核はコリンズの第7軍団が担った。第1段階では、マントン・エディ少将の第9歩兵師団とリーランド・ホッブズ少将の第30歩兵師団が突破攻撃を行いドイツ軍の戦線に穴を開け、クラレンス・ヒュブナー少将の第1歩兵師団とエドワード・ブルックス少将の第2機甲師団が抵抗が止むまで侵攻する間、その側面を守る。クタンスに向って南へ進撃するワトソンの第3機甲師団の展開を視野に入れ、第1歩兵師団はマリニーを占領する。第2機甲師団 －第7軍団の東側にいた第2機甲師団の「コリンズの展開部隊(Collins' exploitation force)」の一部と「西側にいた第3機甲師団のB戦闘団（CCB）の増援を受けた第1歩兵師団」－ が、第30歩兵師団の戦区を越えて・・・アメリカ軍左翼全体を守備する。もし第7軍団の作戦が成功すれば西部のドイツ軍は戦線を維持することができず、ボカージュの南西端へ比較的容易に進撃が可能となり、ブルターニュ半島を分断、奪取できる。第1軍の情報部門は、コブラ作戦開始後の最初の数日間にドイツ軍が反撃を行う可能性はなく、その後、攻撃が行われたとしても、それは大隊規模を超えないと予測していた。
コブラ作戦は、従来のアメリカ軍の「広い戦闘正面幅」の攻勢と異なり、7,000ヤード (6,400 m)の戦闘正面での集中攻撃を、大規模な航空支援を受けて実施するものであった。戦闘爆撃機がサン＝ロー・ペリエ街道のすぐ南の幅250ヤード (230 m)にいるドイツ軍守備隊を目標とし、カール・スパーツの重爆撃機隊がドイツ軍前線の2,500ヤード (2,300 m)後方を爆撃する。短時間の激しい準備爆撃による物理的な破壊と衝撃がドイツ軍の守備を弱体化することが期待され、師団砲兵に加えて、9個重砲兵、5個中砲兵、7個軽砲兵大隊を含む、軍および軍団砲兵も支援を行った。1,000門を超える師団および軍団砲兵が攻勢に投入され、砲弾は第7軍団だけでほぼ140,000発、そのほか第8軍団に27,000発が割り当てられた。
両軍にとって攻撃作戦を困難かつ損害の多いものにしていたボカージュの障害を除去するため、M4シャーマン戦車、M5A1スチュワート戦車、M10駆逐戦車に、生垣を倒して道を作る「牙」を取り付けた「ライノ（犀）戦車」への改造が行われた。実際には、この装置は一般に信じられているほどには有効ではなかったが、ドイツ軍の戦車が道路の制約を受け続けたのに対し、アメリカ軍の車両はより自由な行動が可能となった。とはいえ、コブラ作戦の直前には、第1軍の戦車の6割がこの装置を付けていた。作戦上の機密を守るため、ブラッドレーは、コブラ作戦開始までライノ戦車の使用を禁止した。合計、M4中戦車1,269両、M5A1軽戦車694両、M10駆逐戦車288両が投入された。

### 支援作戦

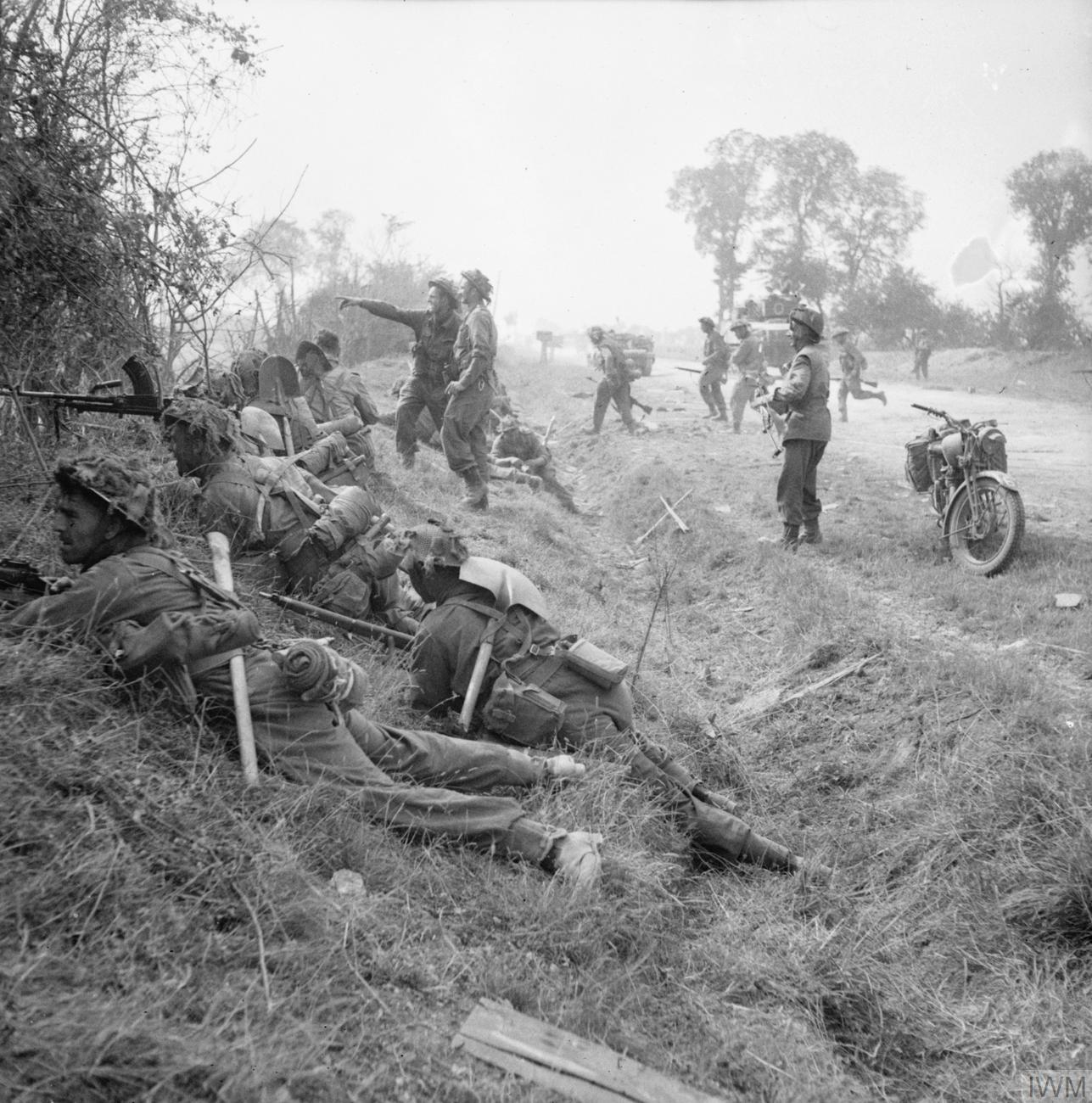
1944年7月19日、カニー付近で行動中のウェルシュガーズ(:en:Welsh Guards)の兵士

7月18日、イギリス第1軍団および第8軍団が、カーン東方でグッドウッド作戦を開始した。攻勢は、1,000機を超える飛行機が低高度から6,000ショートトン (5,400 t)の高爆発・高破砕性爆弾を投下する、空前絶後の地上支援爆撃により開始した。カーン東方のドイツ軍陣地は400門の砲に砲撃され、多くの村が瓦礫となった。しかしドイツ軍砲兵はさらに南、ブルゲビュの尾根にいてイギリス軍砲兵の射程外にあり、カニーやエミエヴィルの守備兵は大部分が砲撃の被害を免れた。このことは第2軍の損害に影響を及ぼし、第2軍は4,800名を超える人的損害を被った。装甲部隊の攻撃が主であったが、250輌から400輌のイギリス軍戦車が破壊された。しかし最近の調査では、完全に破壊された戦車は140輌のみ、損害を受けた戦車が174輌であったとされている。本作戦は現在に至るまでイギリス軍が戦った最大の戦車戦であり、オルヌ川橋頭堡の拡大とカーンの占領をもたらした。
同時にカナダ第2軍団が、グッドウッド作戦の西側でアトランティック作戦を開始した。オルヌ川岸沿いの連合軍の拠点を強化し、カーン南方のヴェリエールの尾根の占領を目指したもので、所期の目的は達成したが、損害の多さに士気は低下した。カナダ軍は1,349名の損害を出し、強固に防御された尾根はドイツ軍が保持したまま、アトランティック作戦は7月20日に中止となった。しかし、「最高指揮官からモントゴメリーへの指示で強く求められており」、モントゴメリーの催促で、カナダ第2軍団長のガイ・サイモンズ中将は数日後に第二の攻撃、コードネーム・スプリング作戦を開始した。サイモンズは再度ヴェリエールの尾根を占領するチャンスを得たが、この作戦は限定的ながら、アメリカ軍戦区へ移動するおそれのあるドイツ軍部隊を釘付けにしておく重要な狙いがあった。ヴェリエールの尾根の戦いはカナダ軍にとって再度ひどく血なまぐさいものとなり、7月25日は、あるカナダ軍大隊（カナダ・ブラックウォッチ（ロイヤル・ハイランド連隊）では、1942年のディエップ強襲以来、最も損害の多い日として記憶された。ドイツ軍2個師団による反撃はカナダ軍を開始地点まで押し戻し、サイモンズは前線を安定化させるために増援を送らねばならなかった。しかし、グッドウッド作戦とともに行われたカナダ軍の作戦は、クルーゲにアメリカ軍の攻勢は陽動作戦で、イギリス軍が主攻勢であるとの確信を深めさせ、ドイツ軍に装甲部隊と増援の大半をイギリス・カナダ軍戦区へ投入させることを強いた。スプリング作戦は、その損害にかかわらず、コブラ作戦の開始前夜に第9SS装甲師団をアメリカ軍戦区から引き離した。ブラッドレーの第1軍前面には、2個装甲師団が190両の戦車を保有しているだけであった。750両の戦車を有する7個装甲師団は、ノルマンディにいた全ての重戦車大隊および3個ネーベルヴェルファー旅団と同様、コブラ作戦が実施された地点から遠く離れたカーン方面に展開していた。

### 兵站
各師団は、1日あたり750ショートトン (680 t)の補給を消費した。

## 連合軍の攻撃

### 準備攻撃

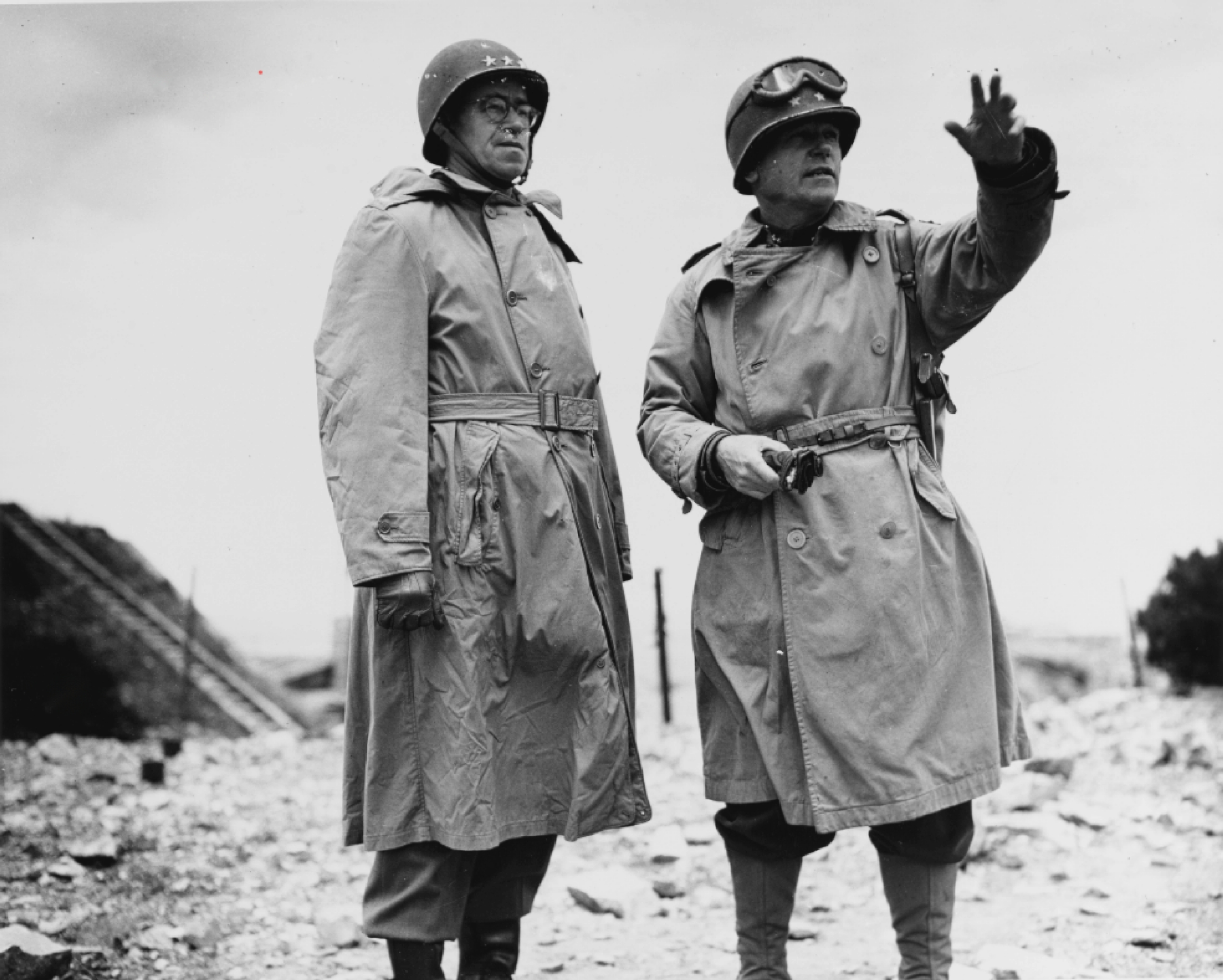
シェルブール付近のブラッドレーとコリンズ

コブラ作戦の事前準備として、ブラッドレーとコリンズは、第7および第8軍団の攻撃開始地点を確保するため、サンロー・ペリエ街道に向けて戦線の押し上げを計画した。7月18日、アメリカ第29歩兵師団および第35歩兵師団が5,000人の損害で、オイゲン・マインドル降下猟兵大将麾下の第2降下猟兵軍団を撃退し、サン＝ローの命運を握る丘を占領した。マインドルの降下猟兵と第352歩兵師団（D-デイのオマハ・ビーチ以来ずっと戦闘中だった）が壊滅し、主攻勢の準備が整った。グッドウッド作戦とアトランティック作戦の障害にもなった悪天候のため、ブラッドレーは、コブラ作戦を数日延期することに決めた。その決定は、突破支援のためイギリス・カナダ軍が開始していた作戦が失敗に終わるおそれがあり、モントゴメリーを心配させた。7月24日には作戦開始に十分なほど晴天となり、1,600機の連合軍機がノルマンディへ飛び立った。しかし戦場上空は再び雲がかかり、視界不良のため航空支援は中止となったが、一部の爆撃機が第30師団を誤爆し、25名の戦死者と131名の負傷者を出した。誤爆された際にノルマンディでしばしば起きたことだが、激怒した一部の兵士は自軍の飛行機を射撃した。

### 7月25-27日 主攻勢および突破

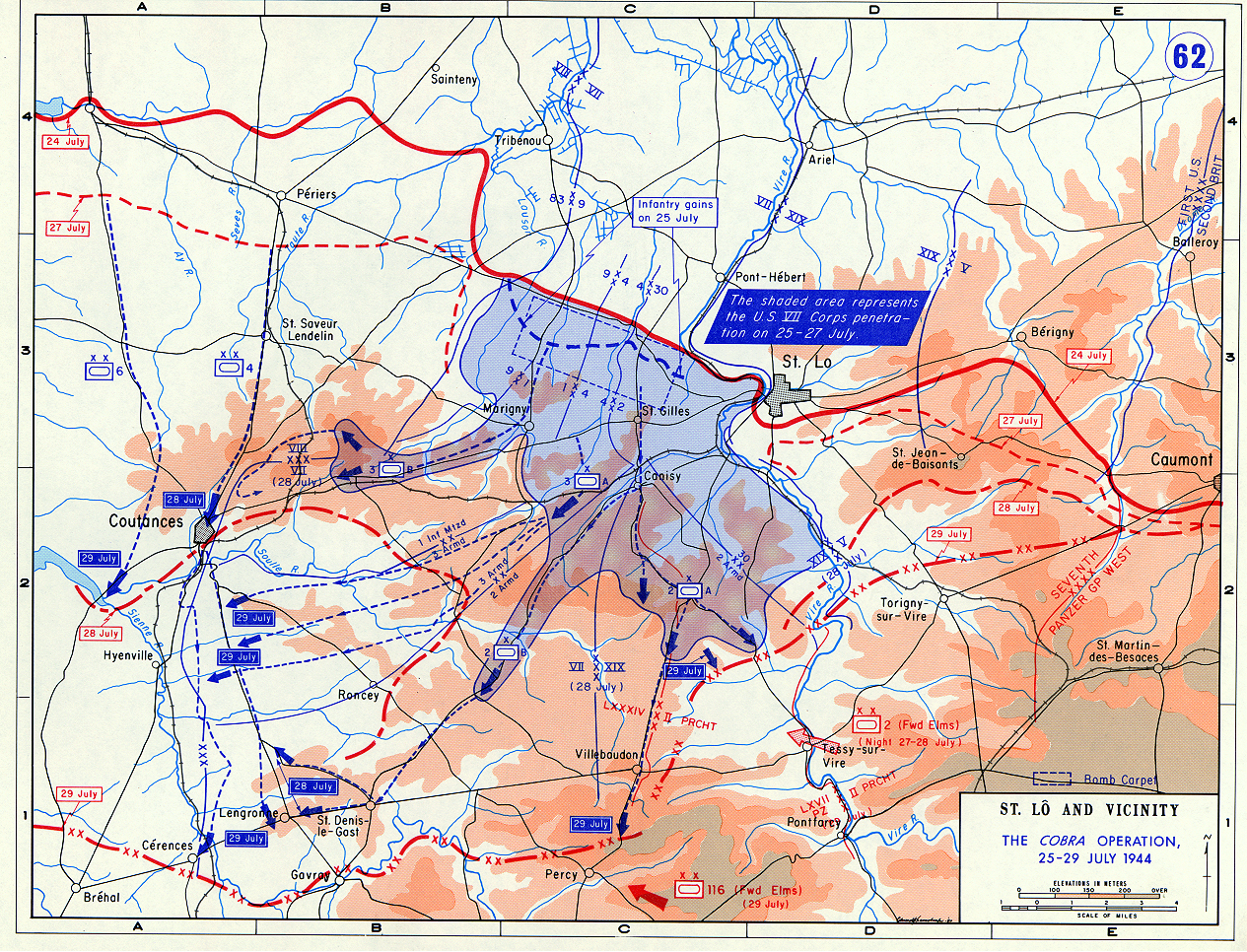
コブラ作戦、1944年7月25-29日

1日の延期後、コブラ作戦は7月25日午前9時38分、約600機の戦闘爆撃機によるサン＝ロー付近にいた幅300ヤード (270 m)の敵陣地と砲兵への爆撃で開始された。1時間後、アメリカ第8空軍の1,800機の重爆撃機がサン＝ロー・ペリエ街道の6,000 by 2,200ヤード (5,500 m × 2,000 m)の地域に絨毯爆撃を行い、中爆撃機が第3波としてこれに続いた。約3,000機のアメリカ軍機が前線の狭い地域に絨毯爆撃を行い、装甲教導師団がその攻撃にさらされた。しかし、またもや損害はドイツ軍だけではなかった。ブラッドレーは、誤爆のリスクを最小限にするために、太陽に背を向け、かつサン＝ロー・ペリエ街道と並行するように、爆撃機には東からの目標接近を特に要請していたが、ほとんどの飛行機は北から前線へ直角に接近した。ところが、ブラッドレーは、戦線に並行する目標接近は彼が設定した時間と場所の制約の中では不可能であるという、重爆撃隊の指揮官の説明をどうも誤って理解していたようであった。加えて、並行接近では、土埃と煙による方向誤差や目標視認不良のため、全ての爆弾を必ずドイツ軍戦線の後方に落とすことを保証できなかった。発煙筒で自らの位置を知らせようとしたアメリカ軍部隊の努力にかかわらず、第8空軍の誤爆により111名が死亡し、490名が負傷した。死者の中には、ブラッドレーの友人でウエストポイントの同窓であった、レスリー・マクネア中将（ヨーロッパ作戦戦域における最高位の戦死者）もいた。
午前11時、歩兵が行動を開始し、弾痕の間を前進し、ドイツ軍の最前線だった地点を越えた。激しい抵抗は予想されなかったが、兵士約2,200名と装甲車両45両からなるフリッツ・バイエルライン中将の装甲教導師団が再編成し、前進するアメリカ軍を迎え撃つ準備をしていた。そして装甲教導師団の西では第5降下猟兵師団が爆撃を逃れ、ほとんど無傷であった。コリンズの第7軍団は、爆撃による制圧を期待していた敵からの激しい砲撃を受け完全に意気消沈した。アメリカ軍のいくつかの部隊は、ドイツ軍の歩兵と88mm砲に支援された少数の戦車が保持する陣地に対する戦闘に手間取り、第7軍団はその日、2,200ヤード (2,000 m)しか前進することができなかった。初日の結果は失望するものであったが、コリンズは激励する理由を見出していた。ドイツ軍は陣地を猛烈に守備していたが、それを継続できるようには見えず、側面包囲や迂回移動の影響を受けやすい状況にあった。アメリカ軍に攻勢の予兆があったにもかかわらず、カーン周辺でのイギリス・カナダ軍の行動により、ドイツ軍は真の脅威はそこにあると信じ込み、行動可能な部隊を張り付けて用意周到に守備陣地を準備し続けた。グッドウッド作戦とアトランティック作戦があったものの、それはコブラ作戦に備えたものではなかった。

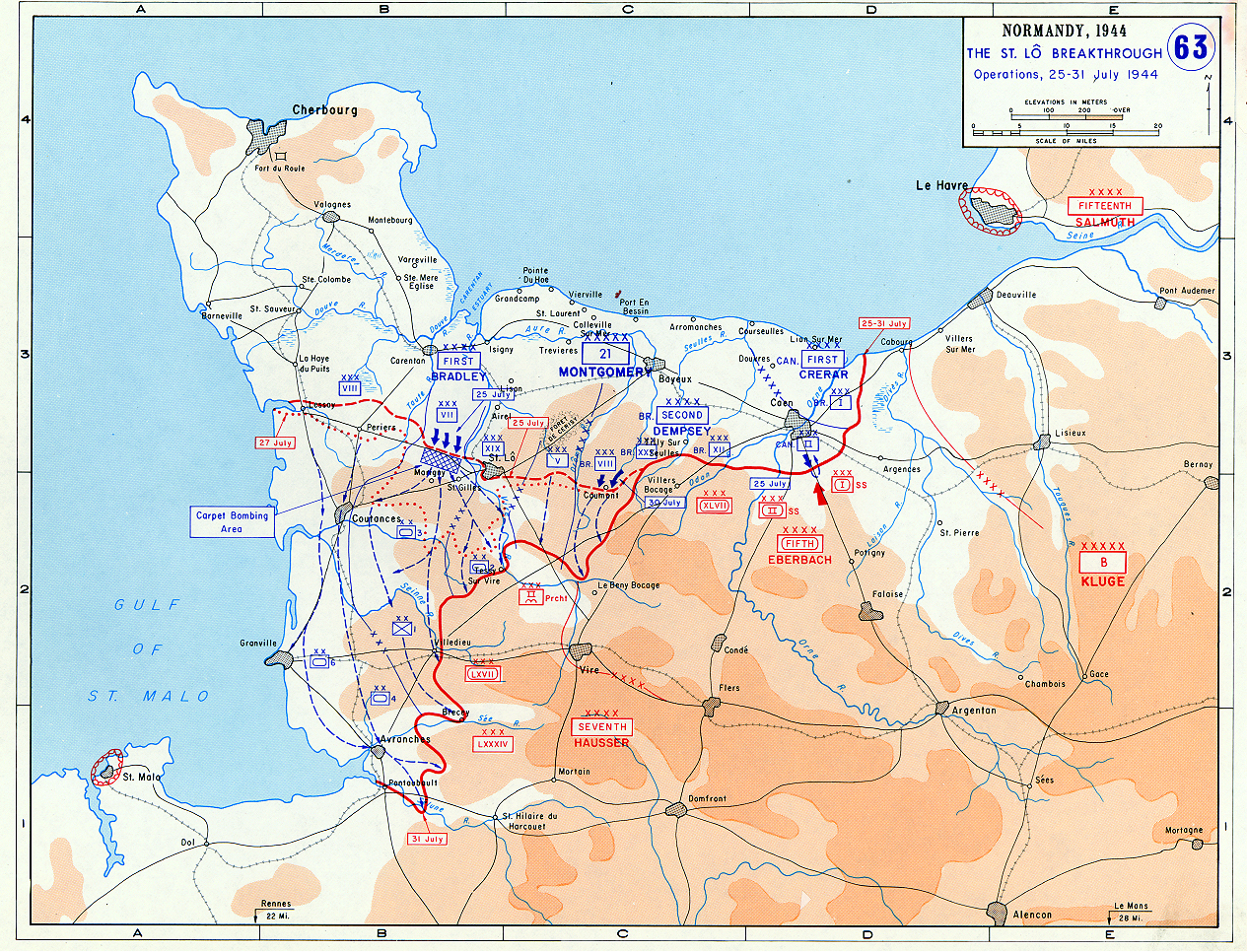
サン＝ローの突破、7月25-31日

7月26日朝、アメリカ第2機甲師団とベテランの第1歩兵師団が、翌日にコブラ作戦の最初の目標の一つであるル・メニル＝エルマンの北の交差点に到達するため、予定通りに攻撃を開始した。同日、トロイ・ミドルトン中将の第8軍団も、第8歩兵師団と第90歩兵師団を先頭に戦闘に加わった。前線に広がる氾濫地帯と湿地を通過する前進路があるにもかかわらず、両師団は重要地点の確保に失敗し、序盤は第1軍を失望させた。しかし翌朝夜が明けると、ドイツ軍は第8軍団の進撃を遅らせる広大な地雷原を残したのみで、左翼の崩壊に伴い退却していたことが判明した。7月27日昼までには、第7軍団の第9歩兵師団もドイツ軍の組織的抵抗を排除し、迅速に進撃していた。

### 7月28-31日 突破および進撃
7月28日には、アメリカ軍に対峙するドイツ軍の守備は、第7および第8軍団の進撃圧力の前に広範囲で崩壊しており、抵抗も組織的ではなくバラバラなものとなっていた。初陣であった第8軍団麾下の第4機甲師団はクタンスを占領したが、街の東側で強力な敵に遭遇し、ドイツ軍戦線に浸透したアメリカ軍の部隊は、罠にかかることから全力で逃れようとする第2SS装甲師団、第17SS装甲擲弾兵師団、第353歩兵師団による反撃を受けた。ドイツ軍の残兵による絶望的な反撃が第2機甲師団に対して行われたが、大敗北に終わり、ドイツ軍は車両を放棄し徒歩で敗走した。疲弊し意気消沈したバイエルラインは、装甲教導師団が、戦車は全滅、兵士は死傷するか行方不明、司令部は全て失われ、「ついに全滅した」と報告した。

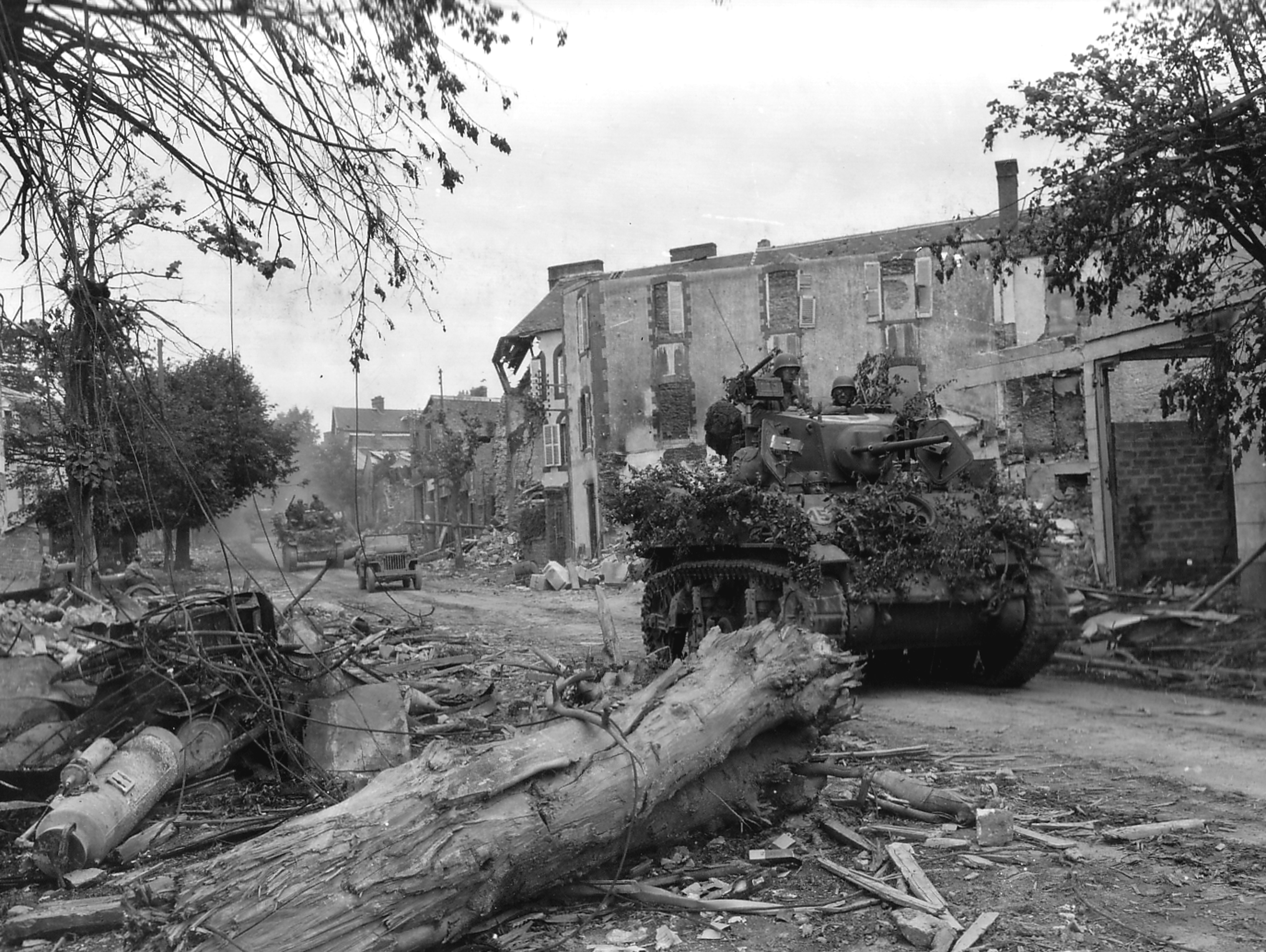
クタンスにおけるアメリカ第8軍団第4機甲師団のM5A1スチュワート戦車

その間、西部戦線（西方総軍）の全ドイツ軍を指揮するクルーゲは増援をかき集め、第2装甲師団と第116装甲師団が戦場に向かっていた。チャールズ・コーレット中将指揮のアメリカ第19軍団は、7月28日から第7軍団の左翼で戦闘参加し、7月28日から31日の間、これら増援との激しい戦闘に巻き込まれていた。7月29日夜、サン＝ドニ＝ル＝ギャ近く、クタンスの東で、アメリカ第2機甲師団の一部は、暗闇の中、アメリカ軍の戦線を抜けようとしていた第2SS装甲師団および第17SS装甲擲弾兵師団と命がけで戦った。第2機甲師団の他部隊はカンブリー(Cambry)近くで攻撃を受け6時間戦った。しかし、ブラッドレーと部下の指揮官たちは、自分たちが現在戦場を支配しており、ドイツ軍の捨て身の攻撃はアメリカ軍全体にとって何ら脅威ではないことを理解していた。第116師団の高級参謀であったハインツ・ギュンター・グデーリアン大佐は、師団に集結命令を出したが、連合軍の戦闘爆撃機の攻撃により失敗した。約束されていた第2装甲師団からの直接支援がなくては、グデーリアンは、装甲擲弾兵はアメリカ軍への反撃に成功できなかったと述べている。その日以降、海岸沿いに南へ進撃し、第8軍団は、歴史家のアンドリュー・ウィリアムズが「ブルターニュと南ノルマンディへの門」と呼んだアブランシュを占領し、7月31日までに第19軍団が、激しい戦闘の末に兵士と戦車に大損害を与えて、最後のドイツ軍の反撃を撃退した。アメリカ軍の進撃は今や止まることを知らず、ついに第1軍はボカージュから解放された。

### 7月30日-8月7日 ブルーコート作戦
7月30日、コブラ作戦の側面を防御し、かつ、更なるドイツ軍の撤退と再配置の阻止を目的に、イギリス第8軍団および第30軍団が、コーモン＝レヴォンテからヴィール、モン・パンソンにかけての南方でブルーコート作戦を開始した。ブルーコート作戦は、ドイツ軍装甲部隊をイギリス軍の東部戦区に釘付けにし、その地域のドイツ軍の装甲戦力を減らし続けた。ドイツ軍がノルマンディ海岸堡両端での連合軍の攻撃に混乱していたときに起こった、連合軍の戦線中央部における突破はドイツ軍を驚愕させた。アブランシュでアメリカ軍が突破したときには、ドイツ軍の反撃であるリュティヒ作戦のための予備戦力は僅かしか残っていなかった。反撃は8月12日までに頓挫し、生き残った歩兵がセーヌ川までたどり着く時間を稼ぐために残る全ての装甲車両が後衛となって、第7軍はオルヌ川東岸へ迅速に撤退せざるを得なくなった。オルヌ川越えの序盤の退却が過ぎると、燃料不足と連合軍の航空支援、連合軍装甲部隊の絶え間ない圧力により行動できなくなり、多くのドイツ軍部隊がファレーズ・ポケットの中で包囲されることとなった。

## 結末

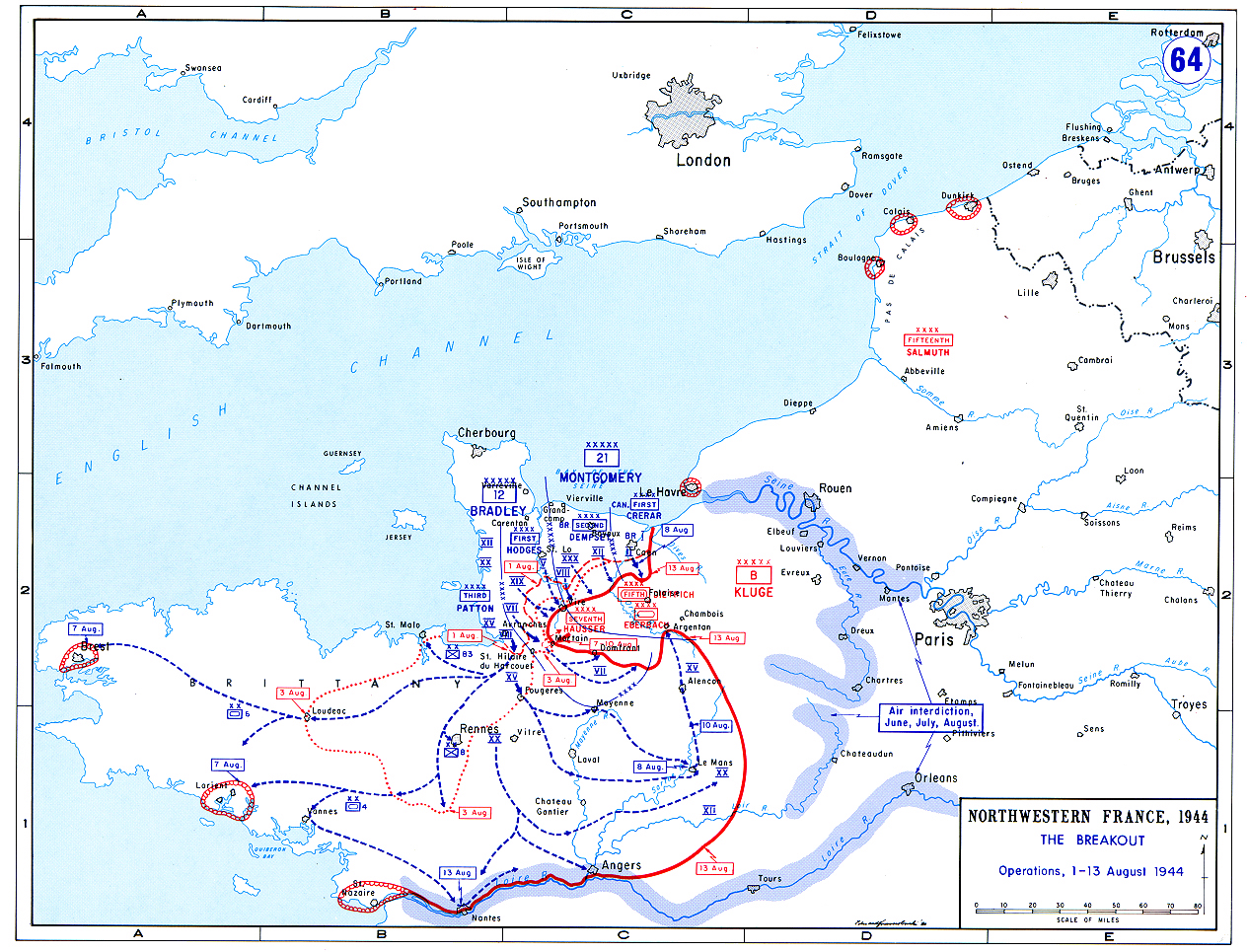
ノルマンディ上陸からの突破を示した地図

8月1日昼、ジョージ・パットン中将指揮下のアメリカ第3軍が行動を開始した。コートニー・ホッジス中将が第1軍の指揮を引き継ぎ、ブラッドレーは両軍を指揮するアメリカ第12軍集団司令官に昇格した。パットンはこんな詩を書いた：
So let us do real fighting, boring in and gouging, biting.
 Let's take a chance now that we have the ball.
 Let's forget those fine firm bases in the dreary shell raked spaces,
 Let's shoot the works and win! Yes, win it all!
コブラ作戦以降のアメリカ軍の進撃は極めて迅速であった。8月1日から4日の間に、パットンの第3軍傘下の7個師団が、アヴランシュを通過し、ポントボーの橋を渡り、ブルターニュへ展開した。ノルマンディのドイツ軍は連合軍の攻勢により悲惨な状況となり、東部戦線における中央軍集団に対するソ連軍の夏季攻勢（バグラチオン作戦）のため増援が期待できないこともあって、今やドイツ軍で敗北を避けることが可能と信じていた者はほとんどいなかった。ヒトラーは、残存部隊をセーヌ川まで撤退させるのではなく、「直ちにモルテンとアブランシュの間で反撃を行い」、敵を「全滅させ」コタンタン半島西岸まで突破することを求める命令をクルーゲに送った。ノルマンディにいた9個装甲師団のうち8個師団がこの反撃に使用される予定であったが、現在の守備位置から離れ、予定通りに集結できたのは4個師団（うち1個師団は不完全）のみであった。ドイツ軍の指揮官たちは、そのような作戦は残存戦力では不可能であると抗議したが、こうした反論は却下され、反撃（リュティヒ作戦）が8月7日、モルテン付近で行われた。第2、第1SS、第2SS各装甲師団が攻撃に参加したが、合計でもIV号戦車75輌、パンター戦車70輌、自走砲32輌しかなかった。極めて楽観的な目論見の作戦であり、戦闘は8月13日まで続いたが、攻撃の脅威は初日で去った。
8月8日、かつてドイツ第7軍が司令部を置いていたル・マンがアメリカ軍の手中に落ちた。クルーゲのわずかに残った戦闘能力を有する部隊が第1軍に壊滅させられたことで、連合軍の将軍たちはノルマンディにおけるドイツ軍の戦線全体が崩壊したことを認識した。ブラッドレーは、こう宣言した：
これは100年に1回もない好機である。我々は、今や敵軍全てを壊滅させ、ドイツ国境まで進軍しようとしているのだ。
8月14日、アメリカ軍のシャンボワへの北上に連動して、カナダ軍がトラクタブル作戦を開始した。連合軍はファレーズ近くにいたドイツ第7軍および第5装甲軍全体を包囲し壊滅させることを目論んでいた。ドイツ軍部隊が必死に東へ脱出しようとする中、5日後には包囲の両腕がほぼ閉じ、アメリカ第90歩兵師団とポーランド第1機甲師団が接触し、最初の連合軍部隊がマント＝ガシクールでセーヌ川を渡った。ドイツ軍は包囲された部隊を脱出させようと必死に戦い続けていたが、8月22日までにファレーズ・ポケットが完成し、ノルマンディの戦いは連合軍の決定的勝利で事実上終了した。連合軍は無防備の地域を自由自在に進撃することができるようになり、8月25日までに、ノルマンディ作戦に参加した連合軍の4個軍（カナダ第1軍、イギリス第2軍、アメリカ第1軍、同第3軍）全てがセーヌ川に到達した。
おおよそ10万人のドイツ兵が脱出したが、連合軍の前線の西にとり残されたドイツ兵は全員戦死するか捕虜となり、ポケットには4万から5万人の捕虜と、1万人を超える戦死者が残されたが、ポケットの北部だけで、戦車および自走砲344輌、軽装甲車2,447輌、大砲252門が放棄もしくは破壊された。

## 関連作品
ボードゲーム
- 『コブラ作戦(COBRA: The Normandy Campaign)』 - Strategy & Tactics251号（Decision Games）、コマンドマガジン106号（国際通信社）[112][113]